# Cseh építészek listája
Ez a szócikk a cseh nemzetiségű, származású, vagy Csehországban alkotó építészek adatait listázza betűrendben.

## A–G
- Jakub Auguston(wd) (1668–1735)
- František Bílek(wd) (1872–1941)
- Heinrich Blum(wd) (1884–1942)
- Josef Chochol(wd) (1880–1956)
- Kilian Ignaz Dientzenhofer (német nemzetiségű cseh, Kilián Ignác Dientzenhofer, 1689–1751)
- Christoph Dientzenhofer (német-cseh, Kryštof Dientzenhofer, 1655–1722)
- Alois Dryák(wd) (1872–1932)
- Otto Eisler(wd) (1893–1968)
- Karl Ernstberger(wd) (1887–1972)
- Josef Fanta(wd) (1856–1954)
- Bedřich Feuerstein(wd) (1892–1936)
- Daniela Filipiová(wd) (1957–)
- Zdeněk Fránek(wd) (1961–)
- Bohuslav Fuchs(wd) (1895–1972)
- František Lydie Gahura(wd) (1891–1958)
- Josef Gočár (1880–1945)

## H–K
- Josef Hlávka(wd) (1831–1908)
- Josef Hoffmann(wd) (1850–1956)
- Vlastislav Hofman(wd) (1884–1964)
- Jan Vladimír Hráský(wd) (1857–1939)
- Josef Hrejsemnou (1928–2010)
- Karel Hubáček(wd) (1924–2011)
- Pavel Janák (1882–1956)
- Eva Jiřičná(wd) (1939–)
- František Maxmilián Kaňka(wd) (1674–1766)
- Jan Kaplický(wd) (1937–2009)
- František Kermer(wd) (1710–1786)
- Karel Kotas(wd) (1894–1973)
- Patrik Kotas(wd) (1964–)
- František Kotek(wd)
- Jan Kotěra(wd) (1871–1923)
- Jan Koula(wd) (1855–1919)
- Vlastimil Koutecký (1930–2000)
- Bohumír Kozák(wd) (1885–1978)
- Jaromír Krejcar(wd) (1895–1950)
- Jiří Kroha(wd) (1893–1974)
- František Krásný(wd) (1865–1947)
- Max Kühn(wd) (1877–1944)
- Jan Kříženecký(wd) (1868–1921)

## L–Z
- Jan Letzel(wd) (1880–1925)
- Evžen Linhart(wd) (1898–1949)
- Adolf Loos (cseh-osztrák, 1870–1933)
- Anselmo Lurago (Anselmo Martin Lurago, cseh-olasz, 1701–1765)
- Jan Machytka(wd) (1844–1887)
- Jaroslav Mackerle(wd) (1913–1964)
- Miroslav Masák(wd) (1932–)
- Leo Meisl(wd) (1901–1944)
- Dobroslava Menclová (1904–1978)
- Gustav Meretta(wd) (1832–1888)
- Vlado Milunić(wd) (1941–2022)
- Josef Mocker (1835–1889)
- Felix Neumann(wd) (1860–1942)
- Peter Parler (német-cseh, Petr Parléř, 1330 k. – 1399)
- Milada Petříková-Pavlíková(wd) (1895–1985)
- Alfred Piffl (1907–1972)
- Anton Pilgram(wd) (Antonín Pilgram, 1460–1515)
- Osvald Polívka(wd) (1859–1936)
- Antonín Raymond(wd) (Antonín Reimann, 1888–1976)
- Matěj Rejsek(wd) (1445–50 között – 1506)
- Benedikt Ried (német-cseh Benedikt Rejt, 1454–1534)
- Jan Blažej Santini-Aichel (1677–1723)
- Svatopluk Sládeček(wd) (1969–)
- Markéta Veselá(wd) (1970–)
- Rudolf Wels(wd) (1882–1944)
- Josef Zítek(wd) (1932–1909)

## Fordítás
Ez a szócikk részben vagy egészben  a   List of Czech architects című angol Wikipédia-szócikk ezen változatának fordításán alapul.  Az eredeti cikk szerkesztőit annak laptörténete sorolja fel. Ez a jelzés csupán a megfogalmazás eredetét és a szerzői jogokat jelzi, nem szolgál a cikkben szereplő információk forrásmegjelöléseként.